# Parkhotel Schönbrunn
Le Parkhotel Schönbrunn à Vienne a été construit comme maison de réception de l'empereur François-Joseph Ier en 1907/1908 dans le quartier de Hietzing, à proximité du château de Schönbrunn, sur le site de l'ancien Café Dommayer. Il a été conçu selon les plans de l'architecte Arnold Heymann, et les architectes Josef Beer et Anton Potyka ont aussi travaillé sur l'aménagement intérieur,.
Le Parkhotel Schönbrunn possède l'une des rares salles de bal classiques préservées de Vienne, où de nombreux bals traditionnels ont lieu chaque année. En 1999 et 2000, l'édifice a été entièrement rénové. Au printemps 2010, l'hôtel a été fermé pendant un an et demi pour rénovation générale. L'hôtel a rouvert ses portes en novembre 2011.
L'Hôtel est le décor d'une scène de l'histoire de Franz Werfel de 1941, L'écriture d'une femme bleu pâle.

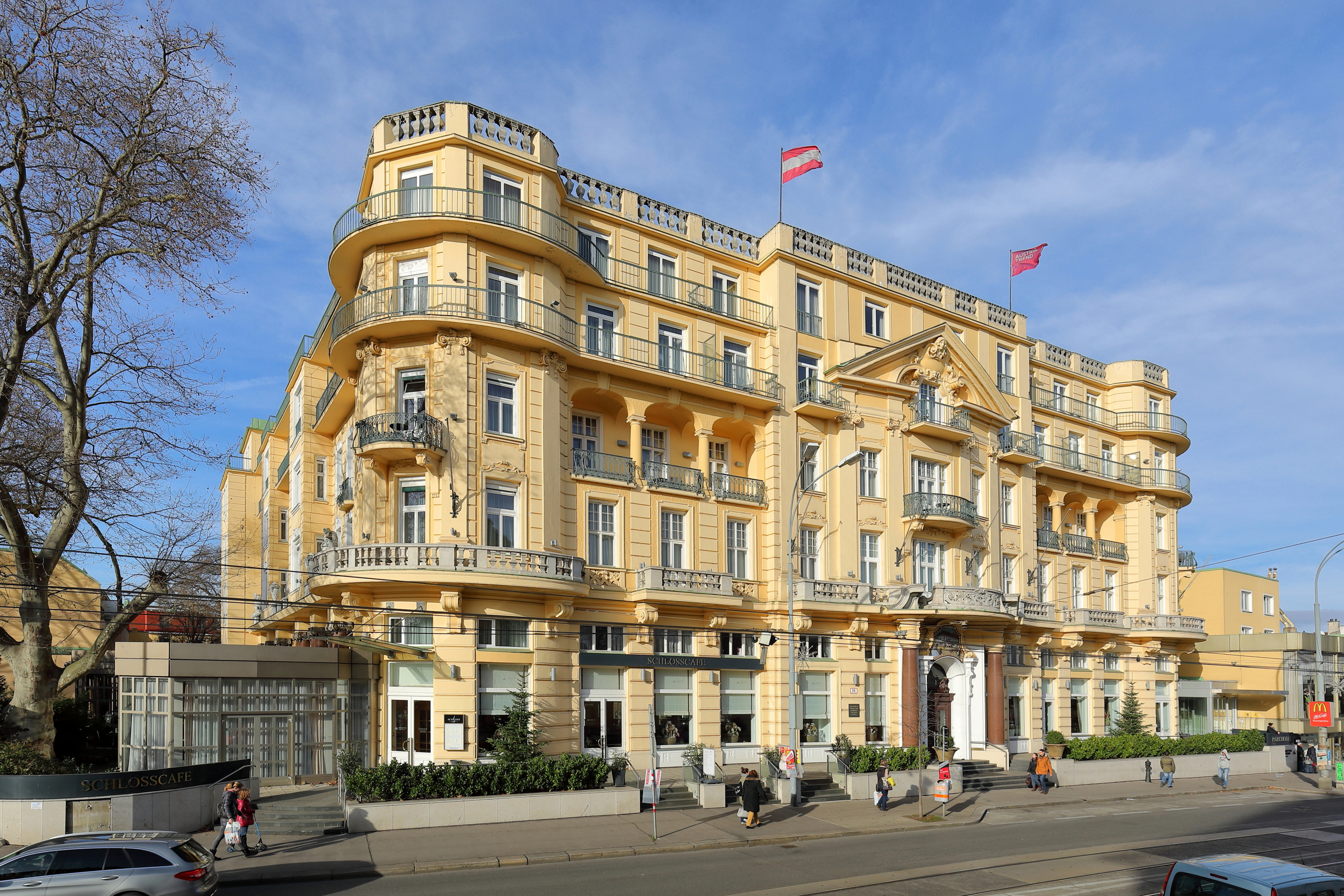
Le Parkhotel Schönbrunn sur la Hietzinger Hauptstrasse
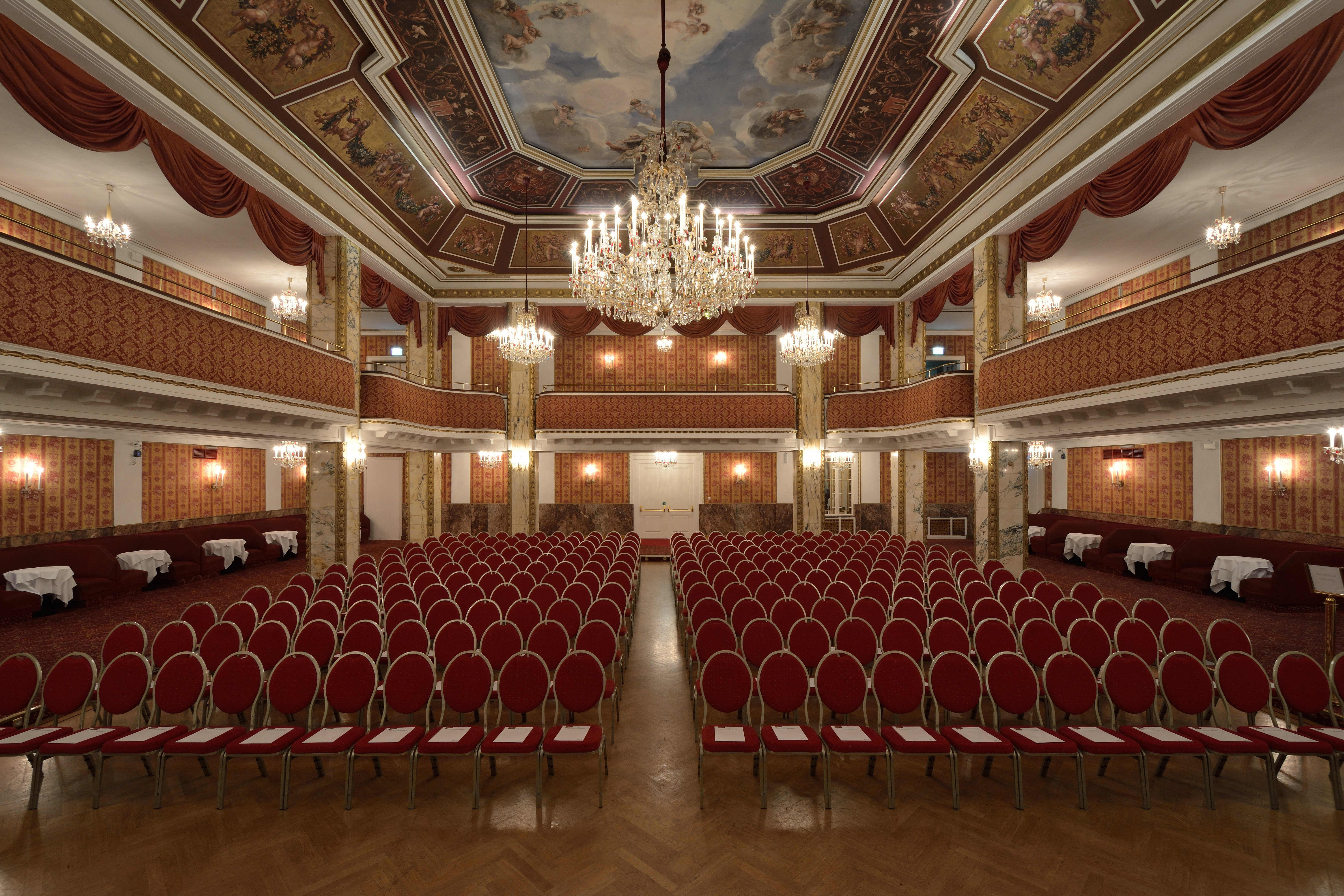
Salle de bal du Parkhotel Schönbrunn